# Mary of Scotland
Mary of Scotland is een Amerikaanse dramafilm uit 1936 onder regie van John Ford. Het scenario is gebaseerd op het gelijknamige toneelstuk uit 1933 van de Amerikaanse auteur Maxwell Anderson. De film werd destijds in Nederland uitgebracht onder de titel Maria Stuart.

## Verhaal
In 1561 komt Maria Stuart over uit Frankrijk. Het Engelse hof vreest dat ze als afstammelinge van Hendrik VII de troon zal opeisen, omdat ze Elizabeth Tudor als een bastaardkind beschouwt. Ze landt in Schotland en zal daarvandaan heersen.

## Rolverdeling
| Acteur            | Personage       |
| ----------------- | --------------- |
| Katharine Hepburn | Maria Stuart    |
| Fredric March     | Bothwell        |
| Florence Eldridge | Elizabeth Tudor |
| Douglas Walton    | Darnley         |
| John Carradine    | David Rizzio    |
| Robert Barrat     | Morton          |
| Gavin Muir        | Leicester       |
| Ian Keith         | Moray           |
| Moroni Olsen      | John Knox       |
| William Stack     | Ruthven         |
| Ralph Forbes      | Randolph        |
| Alan Mowbray      | Throckmorton    |
| Frieda Inescort   | Mary Beaton     |
| Donald Crisp      | Huntly          |
| David Torrence    | Lindsay         |